# 凡得瓦分子

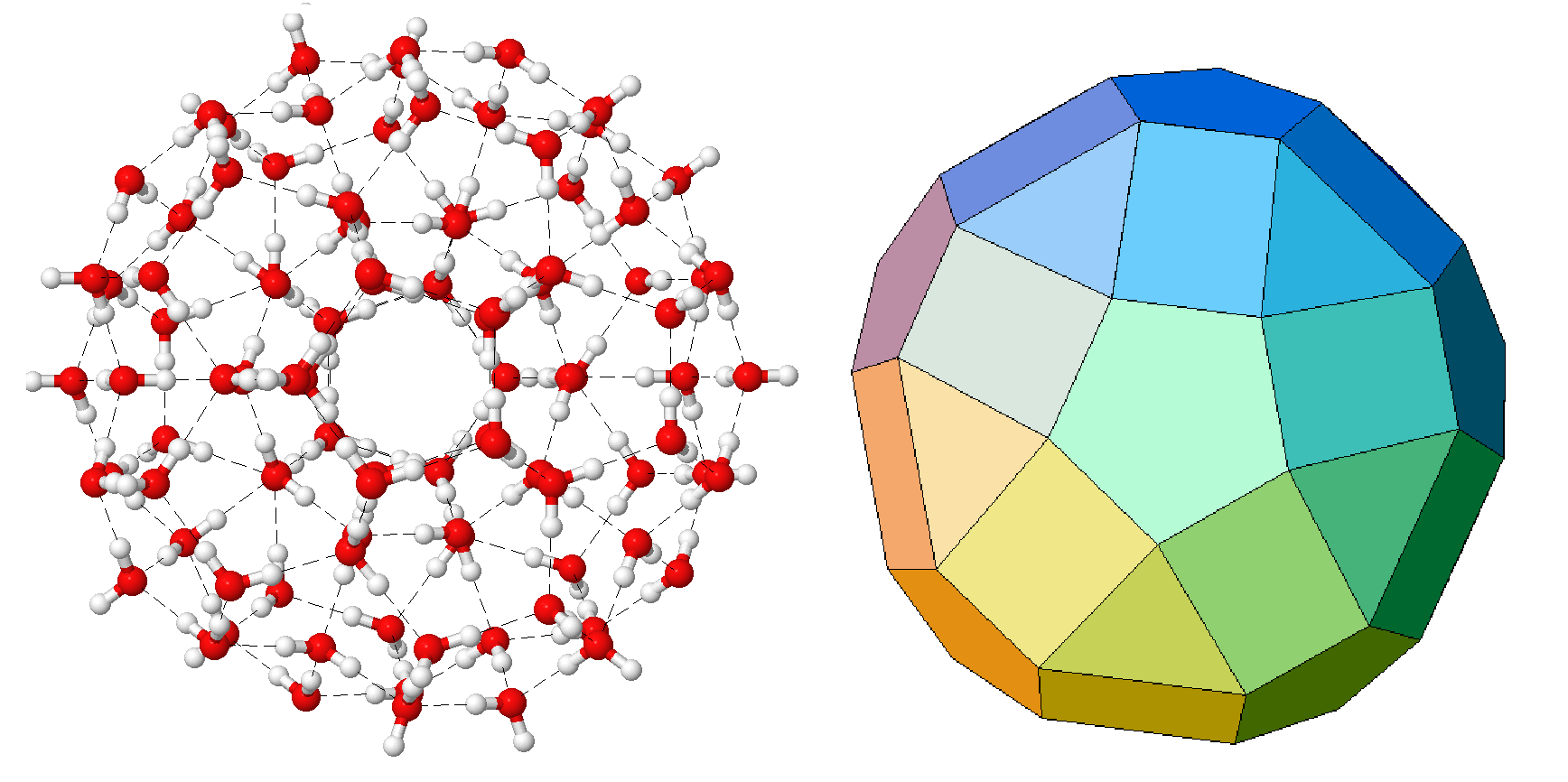
計算出來的(H_{2}O)_{100}二十面體水簇結構

凡得瓦分子（vdW分子）是鍵結力很弱的分子或原子群，其結合是靠著范德华力或氢键等分子間作用力。此名詞起源於1970年代，可以用分子束微波光譜觀察到穩定的分子簇。

## 例子
針對一些凡得瓦分子已有相關的研究，例如Ar2、H2-Ar、H2O-Ar、benzene-Ar、(H2O)2和(HF)2。其他的包括最大的雙原子分子氦二聚体和LiHe。

## 超聲束光譜
在（超聲束）分子束中的溫度很低（約低於5 K）。凡得瓦分子在此低溫下會穩定，可以用微波、遠紅外線光譜及其他光譜偵測到。
在冷平衡氣體中也會形成凡得瓦分子，不過其濃度很小，而且和溫度有關。目前已觀察到氣體中凡得瓦分子的旋轉躍遷和振動躍遷，主要是用紫外以及紅外光譜來觀察。
凡得瓦分子多半是非常的不具剛性，而且可以用很低的能量壁壘分隔出不同的流变分子，因此在遠紅外光譜中看到的穿隧分裂（tunneling splittings）相對較大。在遠紅外線光譜中可以觀察到凡得瓦分子的分子間振動、旋轉以及穿隧運動（VRT）。 
凡得瓦分子的VRT光譜研究是目前了解分子间作用力最直接的途徑。

## 延伸閱讀
- So far three special issues of Chemical Reviews have been devoted to vdW molecules: I. Vol. 88(6) (1988). II. Vol. 94(7) (1994). III. Vol. 100(11) (2000).
- Early reviews of vdW molecules: G. E. Ewing, Accounts of Chemical Research, Vol. 8, pp. 185-192, (1975): Structure and Properties of Van der Waals molecules. B. L. Blaney and G. E. Ewing, Annual Review of Physical Chemistry, Vol. 27, pp. 553-586 (1976): Van der Waals Molecules.
- About VRT spectroscopy: G. A. Blake, et al., Review Scientific Instruments, Vol. 62, p. 1693, 1701 (1991). H. Linnartz, W.L. Meerts, and M. Havenith, Chemical Physics, Vol. 193, p. 327 (1995).